# 中国（浙江）自由贸易试验区
中国（浙江）自由贸易试验区，简称浙江自贸区，是中华人民共和国国务院批准成立的第三批自贸试验区的其中一个，2017年4月1日正式挂牌成立，涵盖舟山离岛片区78.98平方公里，舟山岛北部片区15.62平方公里，舟山岛南部片区25.35平方公里，宁波片区46平方公里，杭州片区37.51平方公里，金义片区35.99平方公里。
2020年，浙江省人民政府副省长朱从玖汇报了浙江自贸区扩展方案，并答记者问。同年，浙江自贸区正式扩区。2020年9月24日，中国（浙江）自由贸易试验区新片区正式挂牌。